# Triplofusus giganteus
Triplofusus giganteus (nomeada, em inglês, Florida horse conch ou simplesmente horse conch; na tradução para o portuguêsː "concha cavalo"; em castelhano, caracol rojo ou chac pel; durante o século XX cientificamente nomeada Pleuroploca gigantea) é uma espécie de molusco gastrópode marinho predador pertencente à família Fasciolariidae; classificada por Louis Charles Kiener, com o nome Fasciolaria gigantea, em 1840, no texto "Spécies général et iconographie des coquilles vivantes. Vol. 6. Famille des Canalifères. Deuxième partie. Genres Pyrule (Pyrula)". É nativa do oeste do Atlântico Norte, em regiões do leste ao sul dos Estados Unidos, da Carolina do Norte até a Flórida e indo até o golfo do México, na península de Iucatã, sendo esta considerada a maior concha de caramujo existente em sua área de distribuição geográfica e um dos dois maiores gastrópodes do mundo; apenas perdendo em tamanho para a espécie Syrinx aruana, do oceano Pacífico; e por tal motivo sendo popular entre os colecionadores. É a espécie-tipo e uma das duas espécies do seu gênero, juntamente com Triplofusus princeps (G. B. Sowerby I, 1825).

## Descrição da concha e hábitos
Concha de coloração creme ou salmão até alaranjada, quando o animal é jovem; angular, nodulosa e alongada, de espiral bem aparente e com a superfície de suas voltas estriada; apresentando dimensões de até 60 centímetros de comprimento. O seu canal sifonal é destacado e ligeiramente curvo e seu lábio externo é fino. Columela e interior da abertura de coloração similar ao restante da concha que, em vida, se cobre de um perióstraco marrom. Opérculo córneo, castanho enegrecido, em forma de folha. A superfície de sua concha pode estar incrustada por epibiontes.

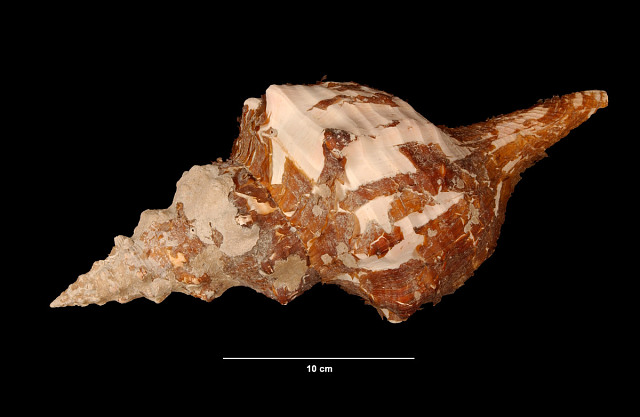
Este espécime de T. giganteus pertence à coleção do Smithsonian Institution e ainda apresenta partes de seu perióstraco castanho.

Esta espécie é encontrada desde a zona nerítica, da maré baixa, até a profundidade de 30 metros, em fundos de areia e lama, em planícies com ervas marinhas. São moluscos predadores que se alimentam de outros moluscos, como as espécies Fasciolaria tulipa (tulip shell), Sinistrofulgur perversum (lightning whelk) e Aliger gigas (queen conch); mas também podendo atacar outras espécies, incluindo Bivalvia, e até mesmo indivíduos menores de sua própria espécie – em relação de canibalismo – e crustáceos Paguroidea; usando seus enormes pés para envolver completamente a sua presa, antes da alimentação.

## Distribuição geográfica
Triplofusus giganteus ocorre no oeste do Atlântico Norte, em regiões do leste ao sul dos Estados Unidos, da Carolina do Norte até a Flórida e indo até o golfo do México, na península de Iucatã.

## Uso humano
Esta espécie é declarada a concha que oficialmente representa o estado da Flórida, desde o ano de 1969. Grandes conchas eram frequentemente usadas pelos antigos povos ameríndios como recipientes para bebidas, ferramentas de marcenaria e martelos. Na arte da civilização maia clássica, tais conchas podiam ser usadas como depósito de tinta para escribas e também como instrumento de sopro, como um búzio.

## Conservação e longevidade
Estudo publicado por G.S. Herbert et al., em abril de 2022, afirma que Triplofusus giganteus está em declínio populacional na região sudeste dos Estados Unidos por ter sido intensamente explorada por colecionadores de conchas e negociantes de souvenirs; constatando que sua longevidade máxima pode ser avaliada em 16 anos de idade para o maior espécime capturado, que apresentava 60.6 centímetros de comprimento total, e que suas fêmeas amadurecem relativamente tarde para a desova, indicando que as coletas de indivíduos menores podem ser prejudiciais para a espécie.